# Through the Back Door
Through the Back Door és una pel·lícula muda dirigida per Jack Pickford i Alfred E. Green i protagonitzada per Mary Pickford que interpreta, una vegada més, una noia adolescent i assilvestrada. La pel·lícula es va estrenar el 5 de maig de 1921.

## Argument
Hortense Bodamere, és una viuda rica belga que accepta casar-se de nou amb el ric neoyorquí Elton Reeves. Té una filla de cinc anys, Jeanne, però el marit convenç la dona de deixar la nena enrere a cura de Marie, la seva mainadera. Cinc anys després, la senyora Reeves fa cridar a Jeanne, però Marie, que viu casada en una granja i ha criat a Jeanne com si fos la seva filla, li diu a Hortense que la nena ha mort. Amb l'esclat de la guerra, Marie envia a Jeanne a Nova York, a casa dels Reeves, amb una carta en la que la dona confessa haver mentit. Jeanne no es veu amb cor de revelar la seva identitat i li donen feina de minyona. Més tard, però, descobreix que el seu padrastre està a punt de caure en les xarxes de Margaret Brewster. Jeanne revela la seva identitat i Reeves, després d'haver reconegut el seu error, es reconcilia amb la seva dona.

## Repartiment
- Mary Pickford (Jeanne)
- Gertrude Astor (Louise Reeves)
- Wilfred Lucas (Elton Reeves)
- Helen Raymond (Marie)
- C. Norman Hammond (Jacques Lanvain)
- Elinor Fair (Margaret Brewster)
- Adolphe Menjou (James Brewster)
- Peaches Jackson (Conrad)
- Doreen Turner (Constant)
- John Harron (Billy Boy)
- George Dromgold (xofer)
- Jeanne Carpenter (Jeanne als cinc anys)
- Kate Price (mare imaginària)